# 1996 VZ7
1996 VZ7 är en asteroid i huvudbältet som upptäcktes den 3 november 1996 av de båda japanska astronomerna Seiji Ueda och Hiroshi Kaneda i Kushiro.
Asteroiden har en diameter på ungefär 4 kilometer.